# Soksenvika
Soksenvika est une localité du comté de Nordland, en Norvège.

## Géographie
Administrativement, Soksenvika fait partie de la kommune de Saltdal.